# Velvet Sky (Wrestlerin)
Jamie Szantyr (* 2. Juni 1981 in New Britain, Connecticut), vor allem bekannt unter ihrem Ringnamen Velvet Sky, ist eine US-amerikanische Wrestlerin, die bei Total Nonstop Action Wrestling unter Vertrag steht.

## Sportlicher Hintergrund
Auf der Highschool übte Szantyr zahlreiche Sportarten aus, wie z. B. Softball, Mountainbiken und Leichtathletik und war als Cheerleader aktiv.

## Wrestling-Karriere

### Independent-Ligen (2004–2016)
Auf der Highschool übte Szantyr zahlreiche Sportarten aus, wie z. B. Softball, Mountainbiken und Leichtathletik und war als Cheerleader aktiv. Szantyr absolvierte in Jason Knight's „House of Pain Pro Wrestling Dojo“ ein Wrestlingtraining. Nachdem sie dort das Training abgeschlossen hatte, begann sie unter den Ringnamen Talia Doll und Talia Madison als Valet und Wrestlerin bei verschiedenen Independent-Promotions zu arbeiten. Sie gründete zusammen mit April Hunter das Tag Team T&A. Am 29. Mai 2004 gewann Szantyr ihren ersten Titel, den WXW Women’s Titel.
In den Jahren 2005 und 2006 hatte Szantyr mehrere Auftritte bei der WWE. 2007 nahm sie an der Diva Search, einer Talentsuche für weibliche Wrestler der WWE, teil, kam jedoch nicht unter die letzten acht Bewerberinnen.
Als Talia Madison gewann sie am 8. April 2006 den Defiant Pro Wrestling Women’s Title in einem Three Way Match gegen Alere Little Feather und Nikki Roxx. Sie arbeitete auch bei Women’s Extreme Wrestling (WEW) als Talia Doll, wo sie und April Hunter als Tag Team T&A am 8. April 2006 den WEW Tag Team Title errangen. Am 5. Mai 2007 gewann Szantyr den WEW World Women’s Title gegen Angel Orsini.

### Total Nonstop Action Wrestling (2007–2016)
Als Total Nonstop Action Wrestling (TNA) 2007 die Bildung einer Frauenabteilung bekannt gab, war Szantyr unter dem Ringnamen Talia Madison eine der Teilnehmerinnen des 10 Knockouts Gauntlet-Matches, bei welchem die erste TNA Women’s Champion gekürt wurde. Das Match gewann Gail Kim.

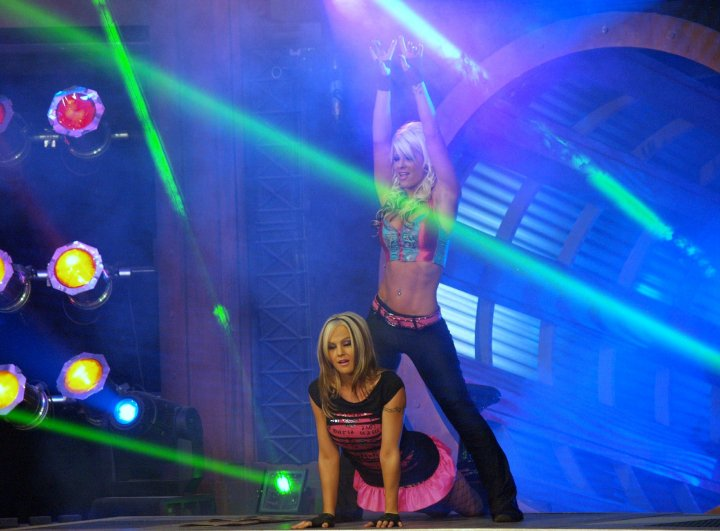
Angelina Love und Velvet Sky als The Beautiful People.

Bald darauf gründete sie mit Angelina Love die Wrestling Gruppe Velvet-Love Entertainment, die später in das Wrestlingstable The Beautiful People geändert wurde. Zusammen wurden die beiden Wrestlerinnen zu einem fixen Bestandteil von TNA.
Bei Lockdown 2008 nahm Szantyr am ersten Queen of the Cage-Match teil, welches jedoch von Roxxi Laveaux gewonnen wurde. Nachdem sie bei Sacrifice 2008 das Make Over Battle Royal-Ladder-Match gegen Gail Kim verlor, griffen Sky und Love daraufhin auf Erniedrigungen ihrer Gegnerinnen, wie etwa das Überstülpen einer bemalten Papiertüte über den Kopf oder das Abschneiden der Haare, zurück, welche schnell zu einem Markenzeichen der Beautiful People wurden.
Am 17. Juli 2008 gewann Szantyr ein Knockout Battle Royal-Match und wurde somit zur ersten Herausforderin für den Titel des Women’s Knockout Championship. Sie verlor das Titelmatch eine Woche später, ebenso wie zwei weitere Titelmatches bald darauf gegen Taylor Wilde.
Bei Bound for Glory am 16. Oktober 2011 gewann sie zum ersten Mal die TNA Women’s Knockout Championship in einem Match gegen die bisherige Titelträgerin Winter, Madison Rayne und Mickie James. Am 13. November 2011 verlor Szantyr bei Turning Point den Titel an Gail Kim.
Am 26. Juli 2012 verließ sie TNA, da ihr Vertrag auslief und nicht verlängert wurde. Im November 2012 unterzeichnete Szantyr einen neuen Vertrag bei TNA und kehrte am 6. Dezember 2012 in die Shows zurück. Bei den Impact Wrestling-Aufzeichnungen vom 26. Januar 2013 gewann sie zum zweiten Mal die TNA Women’s Knockout Championship. Sie musste den Titel am 23. Mai 2013 an Mickie James abgeben.

## Wrestling-Erfolge
Total Nonstop Action Wrestling
- TNA Knockouts Championship (2×)
- TNA Knockouts Tag Team Championship (1× mit Madison Rayne und Lacey Von Erich)

Defiant Pro Wrestling
- DPW Women’s Championship (1×)

Georgia Wrestling Alliance
- GWA Ladies Championship (1×)

TNT Pro Wrestling
- TNT Women’s Championship (1×)

Universal Wrestling Association
- UWA Women’s Tag Team Championship (1× mit Ariel)

Women’s Extreme Wrestling
- WEW World Heavyweight Championship (1×)
- WEW World Tag Team Championship (1× mit April Hunter, 1× mit Tiffany Madison)

World Xtreme Wrestling
- WXW Women’s Championship (2×)